# Kim Black
Kimberly „Kim“ A. Black (* 30. September 1978 in Liverpool, New York) ist eine ehemalige Schwimmerin aus den Vereinigten Staaten. Sie gewann eine Goldmedaille bei Olympischen Spielen.

## Karriere
Kim Black begann ihr Studium an der University of Southern California. Sie wechselte dann an die University of Georgia, wo sie 2001 ihr Biologiestudium abschloss.
Kim Black war eine Spezialistin für die 200-Meter-Freistilstrecke. Bei der Universiade 1997 in Catania belegte sie den zweiten Platz hinter der Slowakin Martina Moravcová. Mit der 4-mal-200-Meter-Freistilstaffel gewann Black in Catania die Goldmedaille. Zwei Jahre später bei der Universiade 1999 in Palma de Mallorca siegte Black über 200 Meter Freistil mit 0,13 Sekunden Vorsprung vor der Rumänin Lorena Diaconescu. Zwei weitere Goldmedaillen erschwamm Kim Black mit beiden Freistilstaffeln. Eine Silbermedaille erhielt sie mit der Lagenstaffel, bei der Black allerdings nur im Vorlauf eingesetzt worden war.
Im Jahr darauf bei den olympischen Schwimmwettbewerben 2000 in Sydney erreichte die 4-mal-200-Meter-Freistilstaffel der Vereinigten Staaten mit Samantha Arsenault, Julia Stowers, Kim Black und Diana Munz das Finale mit der schnellsten Vorlaufzeit. Im Endlauf schwammen Samantha Arsenault, Diana Munz, Lindsay Benko und Jenny Thompson fast vier Sekunden schneller als die Vorlaufstaffel und gewann vor den Australierinnen und den Deutschen, die ebenfalls beide schneller als die US-Vorlaufstaffel waren. Auch die Schwimmerinnen, die nur im Staffelvorlauf eingesetzt wurden, erhielten bei der Siegerehrung eine Medaille.
2001 gewann Kim Black bei der Universiade in Peking noch einmal Gold mit der 4-mal-200-Meter-Freistilstaffel. Über 200 Meter Freistil wurde sie Vierte.